# 藤原成光
藤原 成光（ふじわら の なりみつ）は、平安時代後期の貴族・儒学者。藤原式家、文章博士・藤原敦光の四男または五男。官位は正四位下・豊前守。

## 経歴
若くして大学寮に入り、保延3年（1137年）6月に父・敦光が成光の学問料の給付を願い出ている。当時の成光は正六位上の位階にあった。その後、文章得業生となり、康治元年（1142年）6月に蔵人に補任された。久寿2年（1155年）10月に式部権少輔に任官する。久寿3年（1156年）正月、正五位下に叙せられ、文章博士、式部大輔、豊前守を歴任。文章博士在任時には仁安の元号を勘申して採用された。
嘉応2年（1170年）6月、太政大臣・藤原忠雅が上表する際には、上表文を起草している。治承2年（1178年）閏6月、九条兼実と文談する。兼実はこの時に成光を「文道の故実を知り詩心を得たる人」と評した。治承4年（1180年）7月18日に70歳で卒去。

## 系譜
- 父：藤原敦光
- 母：大中臣輔清の娘
- 妻：藤原茂明の娘
  - 男子：藤原季光
- 妻：藤原能兼の娘
  - 男子：藤原康成
- 妻：安倍広賢の娘
  - 男子：藤原成宗
- 生母不明の子女
  - 男子：藤原能成
  - 男子：藤原敦季
  - 男子：藤原親成
  - 男子：藤原成永